# Мюнстерский симфонический оркестр

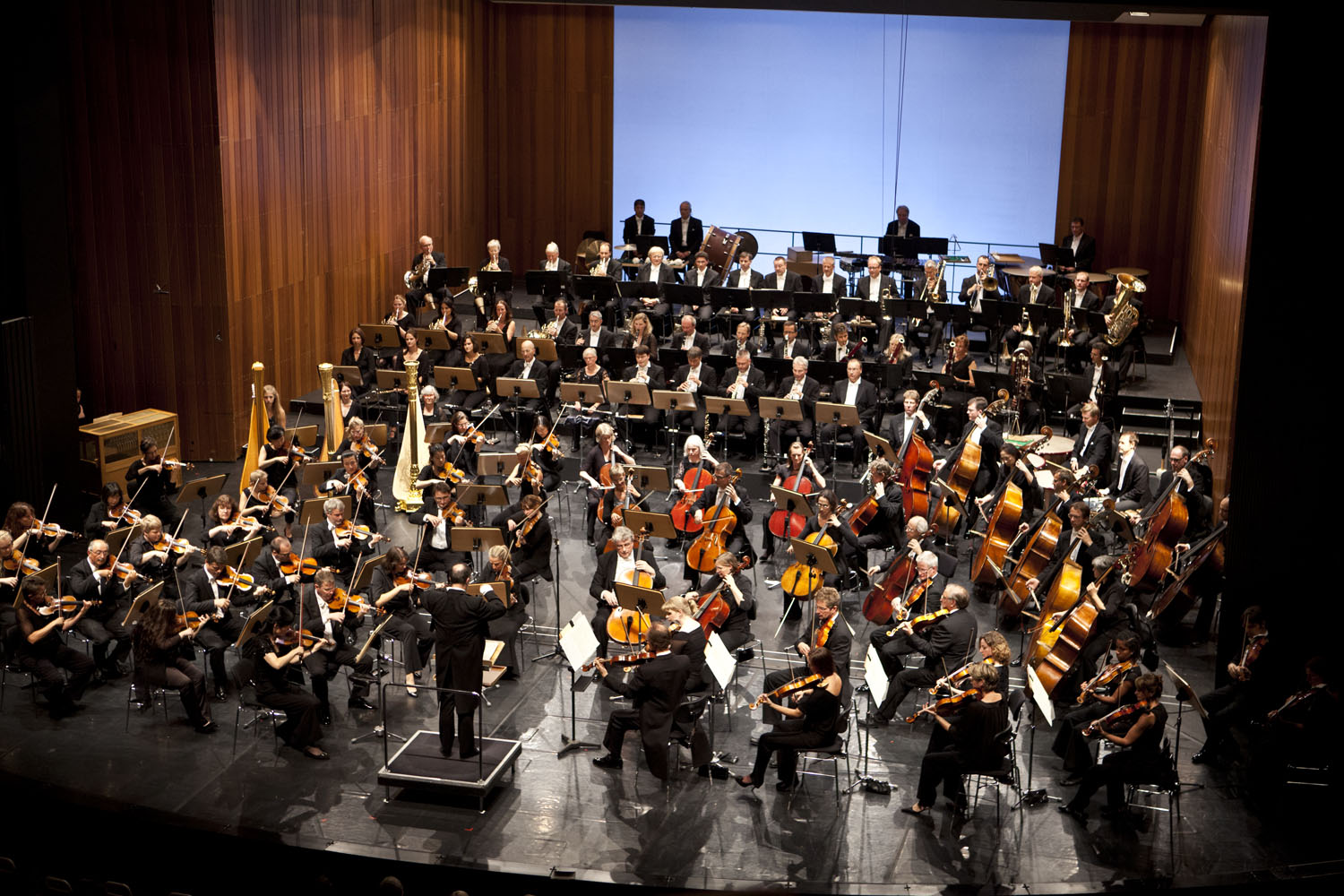
Мюнстерский симфонический оркестр на своей основной концертной площадке (2015)

Мюнстерский симфонический оркестр (нем. Sinfonieorchester Münster) — германский симфонический оркестр, базирующийся в Мюнстере и выступающий преимущественно на сцене Мюнстерского театра. Основан в 1920 году.
Начальная стадия работы оркестра ознаменовалась сотрудничеством с крупными музыкантами традиционного направления: за пульт оркестра становились, в частности, Ганс Пфицнер (1921) и Рихард Штраус (1924). Затем под руководством Рудольфа Шульца-Дорнбурга оркестр ненадолго обратился к более радикальному репертуару (Арнольд Шёнберг, Бела Барток, Пауль Хиндемит), однако в 1927 г. этому периоду положил конец скандал, разразившийся в связи с балетной постановкой Курта Йосса: Шульц-Дорнбург вынужден был уйти, его место занял Рихард фон Альпенбург, ярый приверженец музыки Антона Брукнера, вернувший Мюнстерский оркестр на более консервативные позиции. Георг Людвиг Йохум, возглавивший оркестр в 23-летнем возрасте и ставший самым молодым главным дирижёром страны, дал коллективу новый импульс развития. В дальнейшем успехи оркестра также были во многом связаны с музыкой позднего немецкого романтизма: среди важнейших его записей — Девятая симфония Брукнера, а в 1981 году оркестр вместе со своим тогдашним руководителем Альфредом Вальтером был удостоен Большой золотой медали Международного малеровского общества.

## Руководители оркестра
- Фриц Фольбах (1921—1924)
- Рудольф Шульц-Дорнбург (1924—1927)
- Рихард фон Альпенбург (1927—1931)
- Георг Людвиг Йохум (1932—1934)
- Ойген Папст (1934—1937)
- Ханс Росбауд (1937—1941)
- Хайнц Дрессель (1941—1951)
- Роберт Вагнер (1951—1961)
- Райнхард Петерс (1961—1970)
- Альфред Вальтер (1970—1985)
- Лутц Хербиг (1985—1992)
- Виль Хумбург (1992—2004)
- Райнер Мюльбах (2004—2007)
- Фабрицио Вентура (2007—2017)
- Голо Берг (с 2017 г.)